# Szalakusz
Szalakusz (szlovákul Sokolniky, korábban Salakuzy) Menyhebédszalakusz településrésze, egykor önálló falu Szlovákiában, a Nyitrai kerületben, a Nyitrai járásban.

## Fekvése
Nyitrától 11 km-re, északra fekszik.

## Története

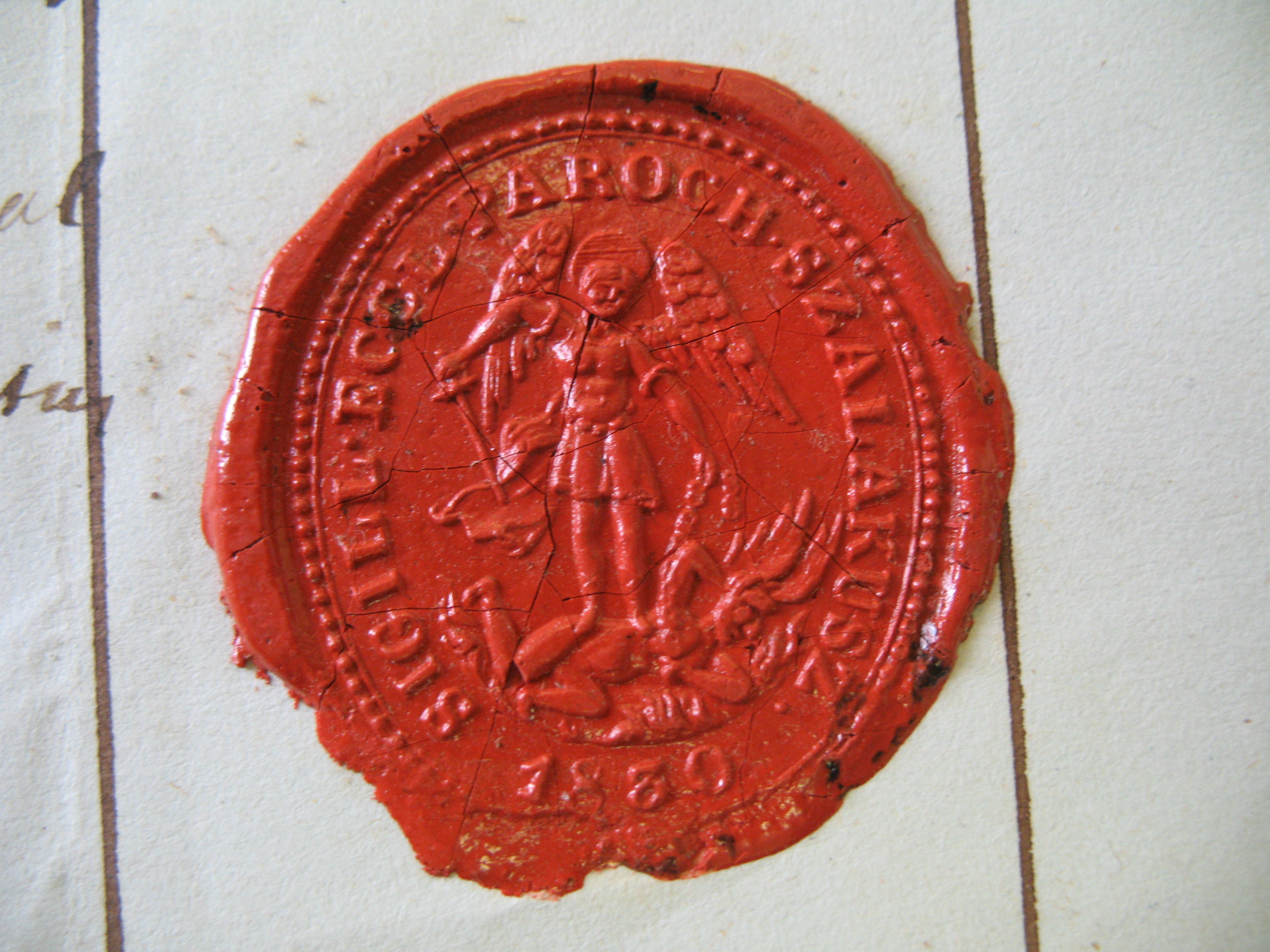
Egyházának pecsétje 1844-ből

1113-ban a zobori apátság oklevelében "Solokus" néven említik először. A zobori bencés apátság uradalmához tartozott. Lakói főként mezőgazdasággal foglalkoztak. 1275-ben a nyitrai királyi váruradalom faluja lett, majd a 15. századtól a nyitrai püspökség birtoka. A 16. században a reformáció itt is tért hódított. Ebben az időben török portyák is egyre gyakrabban érték a vidéket. 1598-ban a mai község területén mintegy 500 lakos élt, 1601-ben már csak mintegy 300. Kastélyára 1649-ben Kereszthuri László nyert adományt. A vidék 1663-1664-ben rövid időre török uralom alá került. A 17. század második felétől a Habsburgellenes harcok vetették vissza a falvak fejlődését. Szalakusznak ekkor 43 háza és 61 családja volt.
1715-ben Menyhét és Szalakuszt együtt mintegy 200-250-en lakták, akik a mezőgazdaságon kívül főként szőlő- és gyümölcstermesztéssel foglalkoztak. 1828-ban Szalakusznak 515 lakosa volt.
Vályi András szerint "SZALAKUSZ. Elegyes falu Nyitra Várm. földes Urai Majthényi, és több Uraságok, lakosai katolikusok, határbéli földgye meglehetős."
Fényes Elek szerint "Szalakuz, magyar falu, Nyitra vgyében, Nyitrától északkeletre 1 1/4 mfdnyire, 485 kath., 13 zsidó lak., kath. paroch. templommal, synagogával, kastéllyal és kerttel. Erdeje derék; bort termeszt; gyümölcse bőven. F. u. a Bartakovich család."
Nyitra vármegye monográfiája szerint "Szalakusz, nyitravölgyi község a Zoborhegy északi oldalán, Béd és Menyhe között. Lakosainak száma 391, kik közt 73 magyar és 23 német van, a többi tót. Vallásuk r. kath. Postája van, táviró- és vasúti állomása Szomorfalu. Kath. templomát 1853–55 közt Bartakovich Béla egri érsek építtette. Volt itt egy másik templom is, mely 1736-ban a régi temetőben még fennállott, de azután romba dőlt. Egy elpusztult várkastélynak is megvannak még az alapfalai. Ez 1668 előtt Keresztury András birtokához tartozott és 1767-ben még fennállott. A faluban több régibb és ujabb nemesi kuria és urilak van. Az egyik Bartakovich Árpádé, a másik Kovách Józsefé, de ezt szintén a Bartakovich-család építtette és végre Kochanovszky Lászlóé. A község földesurai 1275-ben a nyitrai vár urai voltak, 1635-ben és később a Kereszturyak, 1668 után a Bartakovichok és Kochanovszkyak. A községben nyári menedékházat tartanak fenn, melyet a F. M. K. E. is segélyez."
A trianoni diktátumig Nyitra vármegye Nyitrai járásához tartozott.

## Népessége
1910-ben Szalakusznak 420, többségben szlovák anyanyelvű lakosa volt, jelentős magyar kisebbséggel.
2001-ben Menyhebédszalakusz 1395 lakosából 1256 szlovák és 123 magyar volt.

## Neves személyek
- Itt született 1722-ben Bartakovics József Jezsuita rendi tanár.
- Itt született Bartakovics László (1762 körül – Szalakusz, 1814. augusztus 13.) író.[6]
- Itt született 1862-ben Franciscy Lajos katolikus pap, nyitrai kanonok, csehszlovákiai magyar politikus.

## Nevezetességei

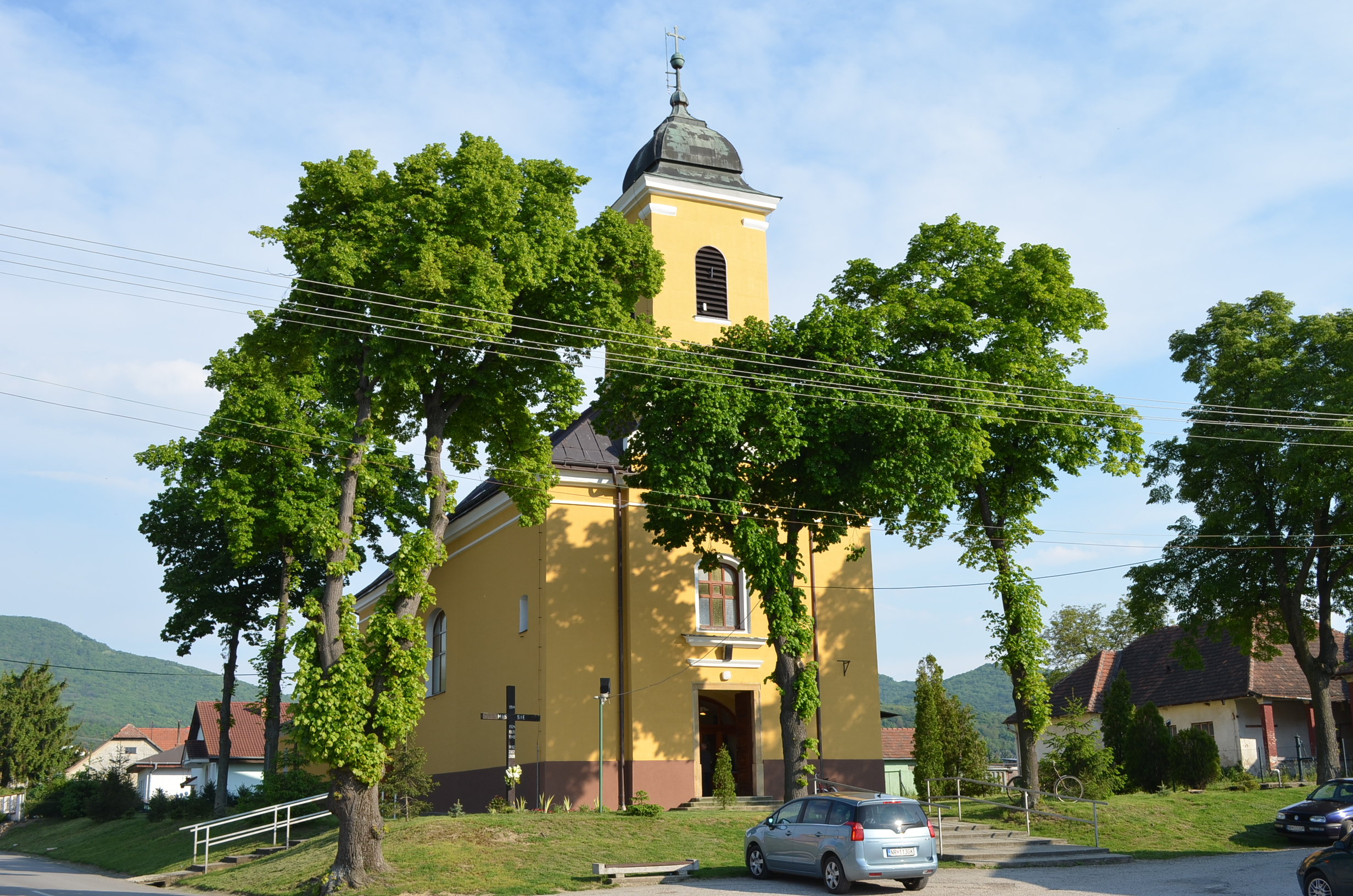
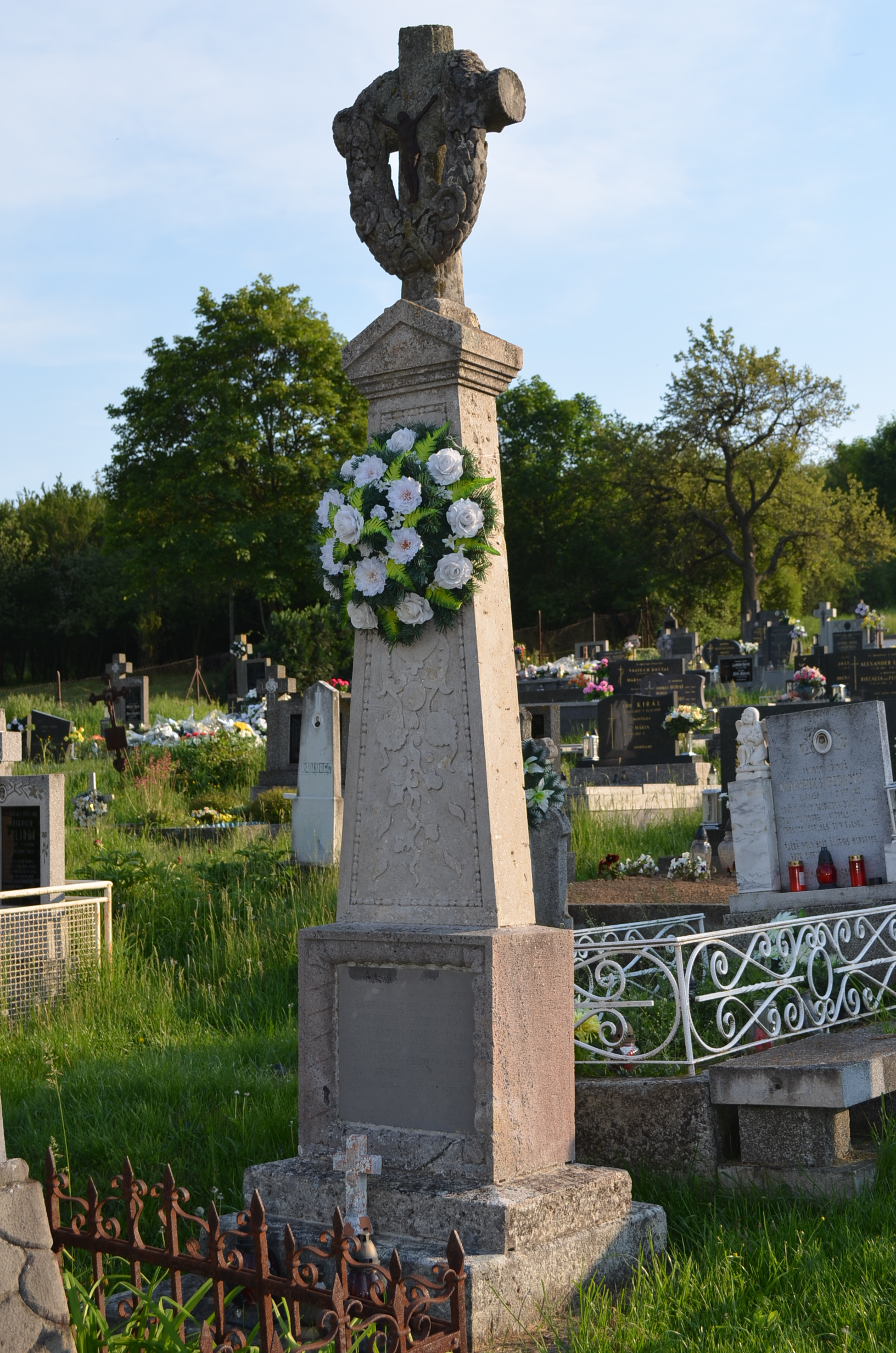
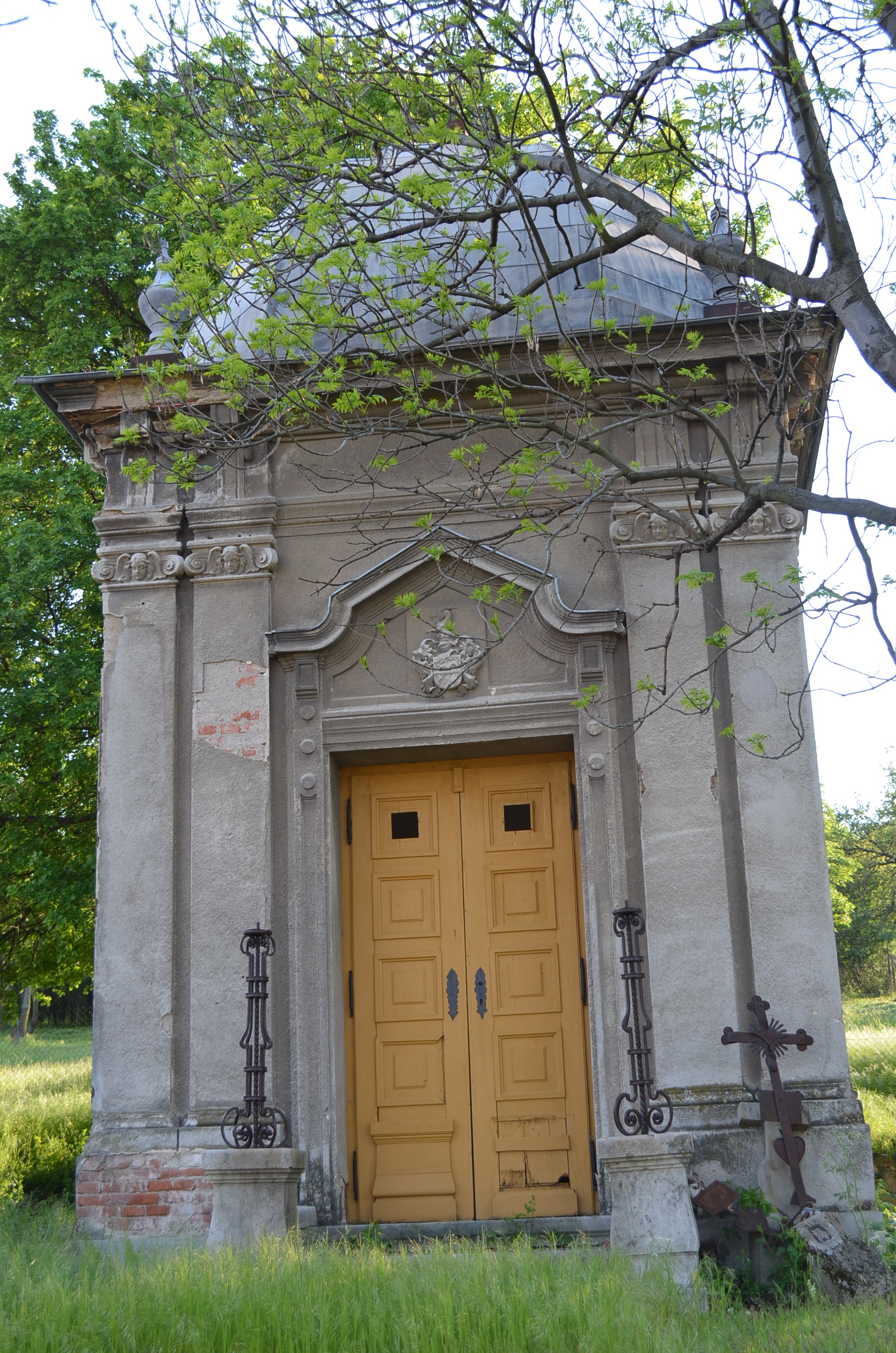
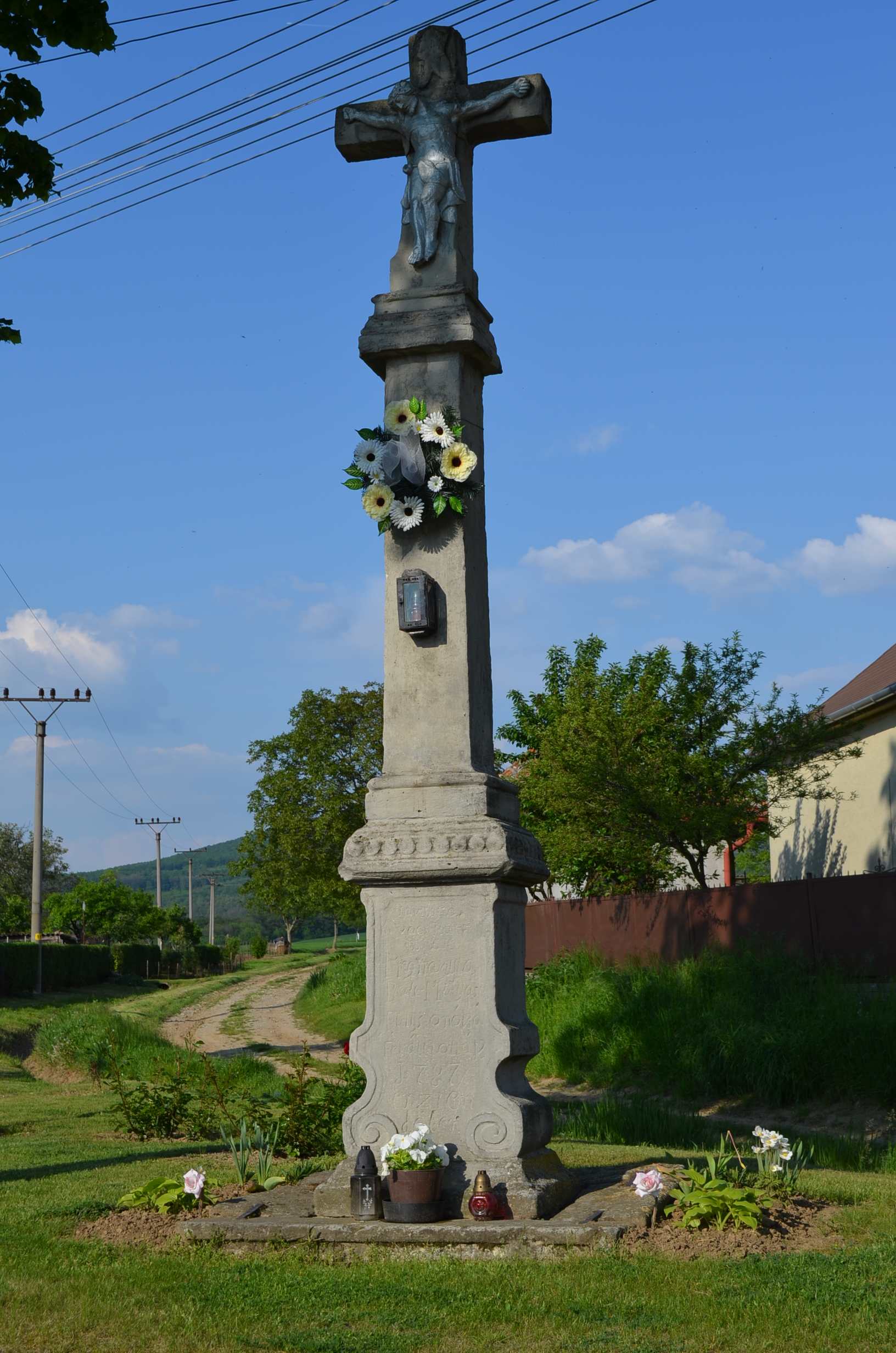

## Külső hivatkozások
- Hivatalos oldal
- A község Szlovákia térképén
- Községinfó